# Dapoxetina
La dapoxetina, comercialitzada com Priligy, entre d'altres, és un medicament utilitzat per al tractament de l'ejaculació precoç (EP) en homes de 18 a 64 anys. La dapoxetina actua inhibint el transportador de serotonina, augmentant l'acció de la serotonina a l'escletxa postsinàptica i, com a conseqüència, promou el retard de l'ejaculació. Com a membre de la família dels inhibidors selectius de la recaptació de serotonina (ISRS), la dapoxetina es va crear inicialment com a antidepressiu. Tanmateix, a diferència d'altres ISRS, la dapoxetina s'absorbeix i s'elimina ràpidament al cos. La seva propietat d'acció ràpida el fa adequat per al tractament de l'EP, però no com a antidepressiu.

## Administració
La dosi d'inici recomanada és de 30 mg, presa aproximadament 1 a 3 hores abans de l'activitat sexual. Si la resposta individual a la dosi de 30 mg és insuficient i el pacient no ha experimentat reaccions adverses moderades o greus o símptomes prodròmics que suggereixin síncope, la dosi pot augmentar a una dosi màxima recomanada de 60 mg.